# Stigmatomma glauerti
Stigmatomma glauerti is een mierensoort uit de onderfamilie van de Amblyoponinae. De wetenschappelijke naam van de soort is voor het eerst geldig gepubliceerd in 1928 door Clark.